# Lauren Hewett
Lauren Hewett (* 8. Januar 1981 in Sydney, New South Wales) ist eine australische Schauspielerin.

## Leben
Hewett begann im Alter von sechs Jahren in der Unterhaltungsbranche zu arbeiten. Sie nahm sowohl Tanz- als auch Gesangsunterricht. Ihren ersten Auftritt im Fernsehen hatte sie in einem Werbespot für das Milchgetränk QUIK. Mit 8 Jahren stand sie für das Musical The Seven Little Australians in der Rolle der Baby auf der Bühne.
Hewett war in vielen Jugendfernsehserien zu sehen. Weiterhin konnte sie zwei der vom Australian Film Institute vergebenen Young Actor’s Award gewinnen: 1991 für den Film Act of Necessity und 1993 für die Fernsehserie Quer durch die Galaxie und dann links. Zudem wurde sie 1999 gemeinsam mit Emily Browning, Chelsea Yates und Ben Hanson für einen Young Artist Award in der Kategorie Best Performance in a TV Movie/Pilot/Made for Video – Young Ensemble für den Film The Echo of Thunder nominiert.
In Deutschland wurde sie vor allem durch die Rolle der Mera in Ocean Girl und als Kathy Morgan in Spellbinder – Im Land des Drachenkaisers bekannt.

## Filmografie
- 1991: Act of Necessity
- 1991: The Miraculous Mellops
- 1992: Kideo
- 1992: The Miraculous Mellops 2
- 1992: Strictly Ballroom – Die gegen alle Regeln tanzen
- 1992–1993: A Country Practice
- 1994: Quer durch die Galaxie und dann links (Halfway Across the Galaxy and Turn Left)
- 1995: Achtung! Streng Geheim! (Mission Top Secret)
- 1995–1997: Ocean Girl
- 1997: Spellbinder – Im Land des Drachenkaisers (Spellbinder: Land of the Dragon Lord)
- 1998: The Echo of Thunder
- 1999: Home and Away
- 1999: Die Millennium-Katastrophe – Computer-Crash 2000
- 2001: All Saints
- 2001: Cubbyhouse – Spielplatz des Teufels (Cubbyhouse)